# Верхний Муйнак
Ве́рхний Муйна́к (баш. Үрге Муйнаҡ) — деревня в Зианчуринском районе Республики Башкортостан Российской Федерации. Административный центр Муйнакского сельсовета.

## География

### Географическое положение
Расстояние до:
- районного центра (Исянгулово): 28 км,
- ближайшей ж/д станции (Саракташ): 64 км.

## Население
| 1939 | 1959 | 1970 | 1979 | 1989 | 2002 | 2009 |
| ---- | ---- | ---- | ---- | ---- | ---- | ---- |
| 368  | ↗419 | ↗554 | ↗593 | ↘566 | ↘549 | ↗620 |
| 2010 |      |      |      |      |      |      |
| ↘490 |      |      |      |      |      |      |

Национальный состав
Согласно переписи 2002 года, преобладающая национальность — башкиры (99 %).

## Религия
В деревне есть мечеть.